# Marian Bielesz
Marian Bielesz (ur. 14 listopada 1963 w Karwinie) – polski działacz społeczny na Śląsku Cieszyńskim, samorządowiec, w latach 2002–2004 poseł do Izby Poselskiej Republiki Czeskiej. 

## Życiorys
Urodził się w Karwinie, jednak od 1968 mieszka w Czeskim Cieszynie, gdzie ukończył gimnazjum z polskim językiem nauczania. Po odbyciu studiów na Wydziale Weterynarii Uniwersytetu w Brnie podjął pracę w Powiatowej Stacji Higieny w Karwinie. Po upadku komunizmu zaangażował się w działalność samorządową – piastował mandat radnego rady miejskiej w Czeskim Cieszynie. Był członkiem Unii Wolności, z ramienia której ubiegał się o mandat posła w wyborach 1998 i 2002 – w drugim przypadku z powodzeniem. W połowie kadencji w 2004 zrezygnował z pracy w Izbie Poselskiej. 